# روجر إيست
روجر إيست (بالإنجليزية: Roger East)‏ هو صحفي أسترالي، ولد في 7 فبراير 1922 في Girraween, New South Wales ‏ في أستراليا، وتوفي في 8 ديسمبر 1975 في ديلي في تيمور الشرقية.